# Gilbert Elliot, 3:e baronet av Minto
Gilbert Elliot, 3:e baronet av Minto, född i september 1722, död den 11 februari 1777, var en skotsk politiker och poet. Han var far till Gilbert Elliot, 1:e earl av Minto.
Elliot satt 1754 och från 1762 till sin död i underhuset och tillhörde kretsen av Georg III:s förtroliga rådgivare samt uppmuntrade som sådan dennes oförsonliga politik mot de nordamerikanska kolonisterna. Med skotska litterära kretsar var han nära förbunden och är känd som författare till några mycket populära lyriska småstycken.